# Calanthe torricellensis
Calanthe torricellensis är en orkidéart som beskrevs av Rudolf Schlechter. Calanthe torricellensis ingår i släktet Calanthe och familjen orkidéer. Inga underarter finns listade i Catalogue of Life.